# Javaanse blauwborstijsvogel
De Javaanse blauwborstijsvogel of blauwborstijsvogel   (Alcedo euryzona) is een vogel uit de familie ijsvogels (Alcedinidae). De vogel werd in 1830 door Coenraad Jacob Temminck als Alcedo cryzona beschreven.

## Kenmerken
Deze soort ijsvogel is 17 cm lang en weegt 38 tot 49 gram, het mannetje gemiddeld iets lichter dan het vrouwtje. De vogel heeft een zwarte kruin en donkere veren met blauwe uiteinden op op de nek en wangen. De rug en de mantel zijn glanzend donkerblauw en de stuit is lichtblauw met een zilverachtige glans. De slagpennen en de staart zijn donkerblauw. Het mannetje heeft een blauwe borstband en de keel en rest van de borst en buik zijn vuilwit. Het vrouwtje is roodbruin op de borst en buik en is wat doffer van kleur. Het vrouwtje heeft ook een blauwe band.

## Leefgebied
Het leefgebied bestaat uit langzaam stromende, brede beken en rivieren in het tropisch regenwoud in het laagland (soms tot 1500 m boven de zeespiegel), plaatselijk soms ook in mangrovebos.

## Status
De grootte van de wereldpopulatie werd in 2014 geschat op 50 tot 249 individuen. Sinds de jaren 1930 is de enige waarneming gedaan in 2009 in het Nationaal park Gunung Halimun. Het eiland Java is in hoog tempo ontbost en ook de laatste resten die een zekere bescherming genoten, worden bedreigd door bosbranden en omzetting in bouwland.Om deze redenen staat de Javaanse blauwborstijsvogel als ernstig bedreigd (kritiek) op de Rode Lijst van de IUCN.